# Perché nascere schiava!
Perché nascere schiava! (Pourquoi naître esclave? o Pourquoi! Naitre esclave!) è il nome dato dallo scultore francese Jean-Baptiste Carpeaux a una serie di busti che furono realizzati tra il 1868 e il 1870 come studi preparatori per il personaggio che incarna l'Africa nella Fontana delle Quattro Parti del Mondo, anche detta Fontana dell'Osservatorio, dato che si trova vicino l'Avenue de l'Observatoire a Parigi. Realizzati partendo da una modella che aveva posato per l'artista, questi busti rappresentano una schiava, con il corpo cinto da corde.
Con quest'opera, realizzata qualche anno dopo la guerra di secessione e quando l'abolizione della schiavitù in Francia era ancora recente (1848), Carpeaux volle mostrare gli orrori dello schiavismo.

## Descrizione

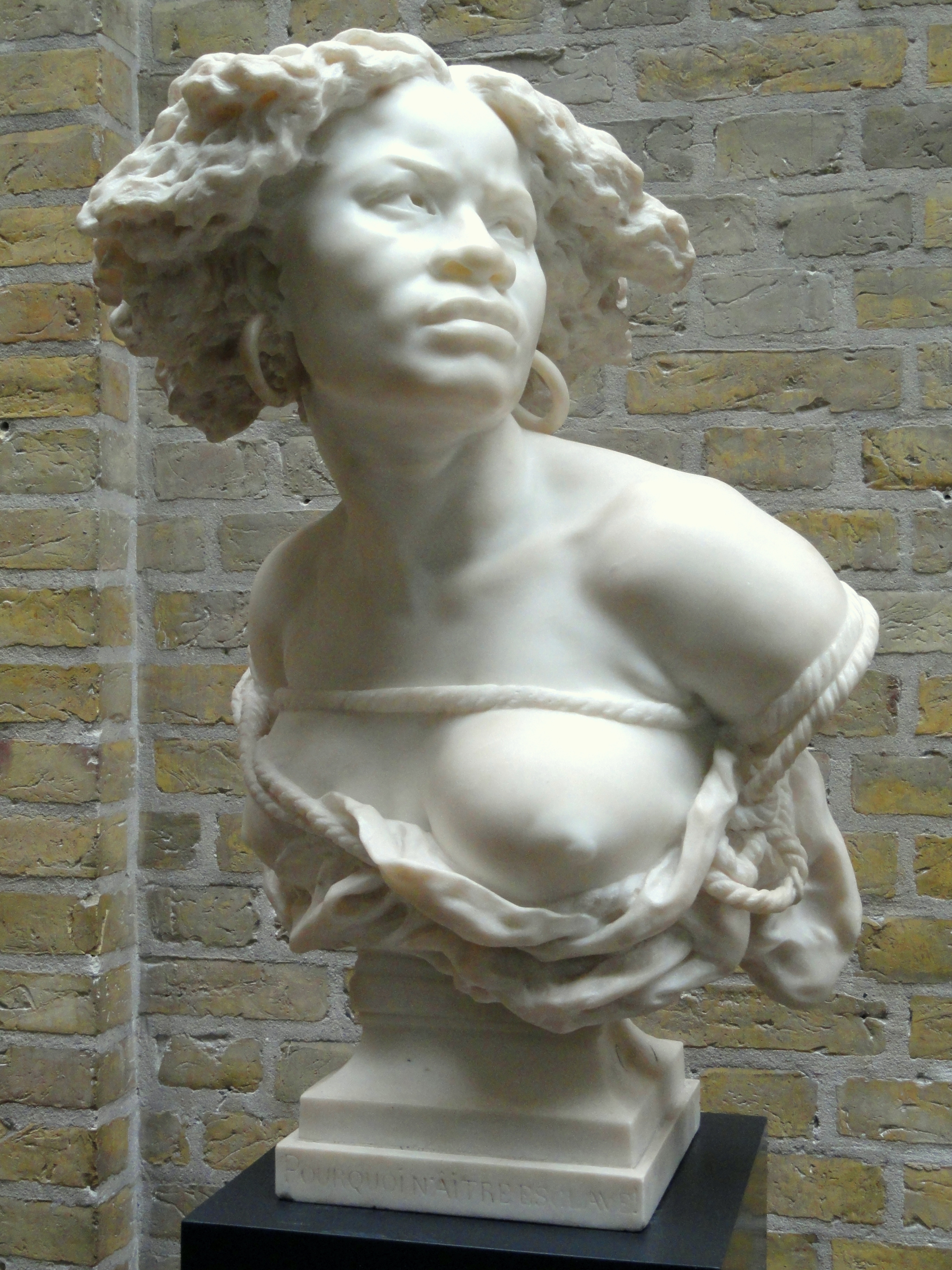
La versione copenaghense.

Questo busto (talvolta citato in francese come La Négresse, ossia "La negra") ritrae una donna africana in condizione di schiavitù, come si può vedere dalle funi che avvolgono il suo petto e le sue braccia. La donna gira il volto verso la sua sinistra con un'aria triste e rivolge il proprio sguardo verso il cielo, "l'unica cosa che ha di libero" secondo il critico Théophile Gautier. All'espressione tormentata dell'africana si accompagna anche la torsione del busto: il movimento delle spalle e i capelli mossi evocano il desiderio di libertà del personaggio. In una delle tante versioni che esistono dell'opera, conservata alla gliptoteca di Copenaghen, la schiava porta inoltre due orecchini.
L'opera funge da studio per la personificazione dell'Africa nella fontana dell'Osservatorio, che è raffigurata con una catena spezzata a un piede: se nell'opera conclusa questo simboleggia l'abolizione della schiavitù in Francia, nel busto questa liberazione deve ancora avvenire.
Gli esemplari non sono tutti datati e non tutti recano l'iscrizione del titolo. Quando è presente, Pourquoi naître esclave è scritto sulla base dell'opera, in lettere maiuscole, seguito dalla firma in corsivo "J.-B. Carpeaux", accompagnata dal timbro ovale di un atelier con un'aquila imperiale, recante la menzione propriété Carpeaux ("proprietà Carpeaux"). È da notare che il timbro dello studio-deposito di Carpeaux, nella rue d'Auteuil a Parigi, non figura sulla versione del museo di Berry.

## Versioni

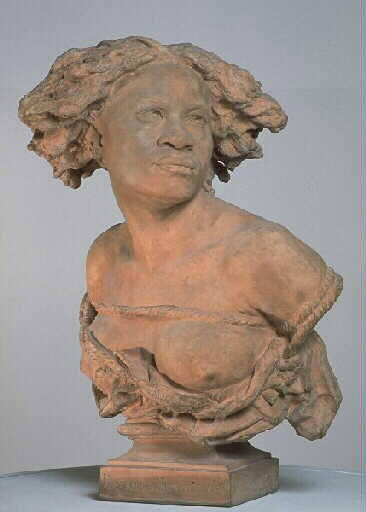
La versione in terracotta a Douai.

Si contano almeno una decina di versioni dell'opera in quattro materiali diversi e di dimensioni diverse.
- Quattro esemplari sono in terracotta, conservati rispettivamente al museo di Berry, a Bourges,[6] al museo Chéret di Nizza,[5] al Musée de la Chartreuse di Douai e al museo d'Arte Metropolitana nuovaiorchese, realizzato dalla sua bottega.[7]
- Un esemplare in bronzo si trova al museo storico di Villèle, a Saint-Paul, nell'isola della Riunione, mentre altri due si trovano nel museo nazionale di Varsavia e nel museo d'arte di Indianapolis.[8]
- Due sono di gesso : una si trova al Petit Palais parigino, l'altra al museo delle belle arti di Reims. Una versione in marmo appartiene alla collezione della Ny Carlsberg Glyptotek a Copenaghen.
- Un esemplare di dimensioni ridotte e senza l'iscrizione venne realizzato in porcellana dalla manifattura nazionale di Sèvres.

Nell'aprile del 2022, il museo d'arte di Cleveland annunciò di averne acquistato una versione in gesso.